# Abukuma (lớp tàu hộ tống khu trục)
Tàu hộ tống khu trục lớp Abukuma (tiếng Nhật: あぶくま型護衛艦) là một lớp tàu hộ tống khu trục (DE) thuộc biên chế của Lực lượng Phòng vệ Biển Nhật Bản (JMSDF). Tất cả các tàu thuộc lớp Abukuma đều được đặt lại theo tên các tàu tuần dương của Hải quân Đế quốc Nhật Bản (IJN) trong Chiến tranh thế giới thứ hai. Abukuma vốn là tên của một con sông tại khu vực Tōhoku, ngoài ra tất cả các tàu trong lớp này đều được đặt tên theo các con sông của Nhật Bản. Trong kế hoạch xây dựng hệ thống phòng thủ được ban hành vào tháng 12 năm 2022, có thông báo rằng tất cả các tàu lớp Abukuma sẽ bị xóa đăng bạ vào năm 2027.

## Lịch sử phát triển

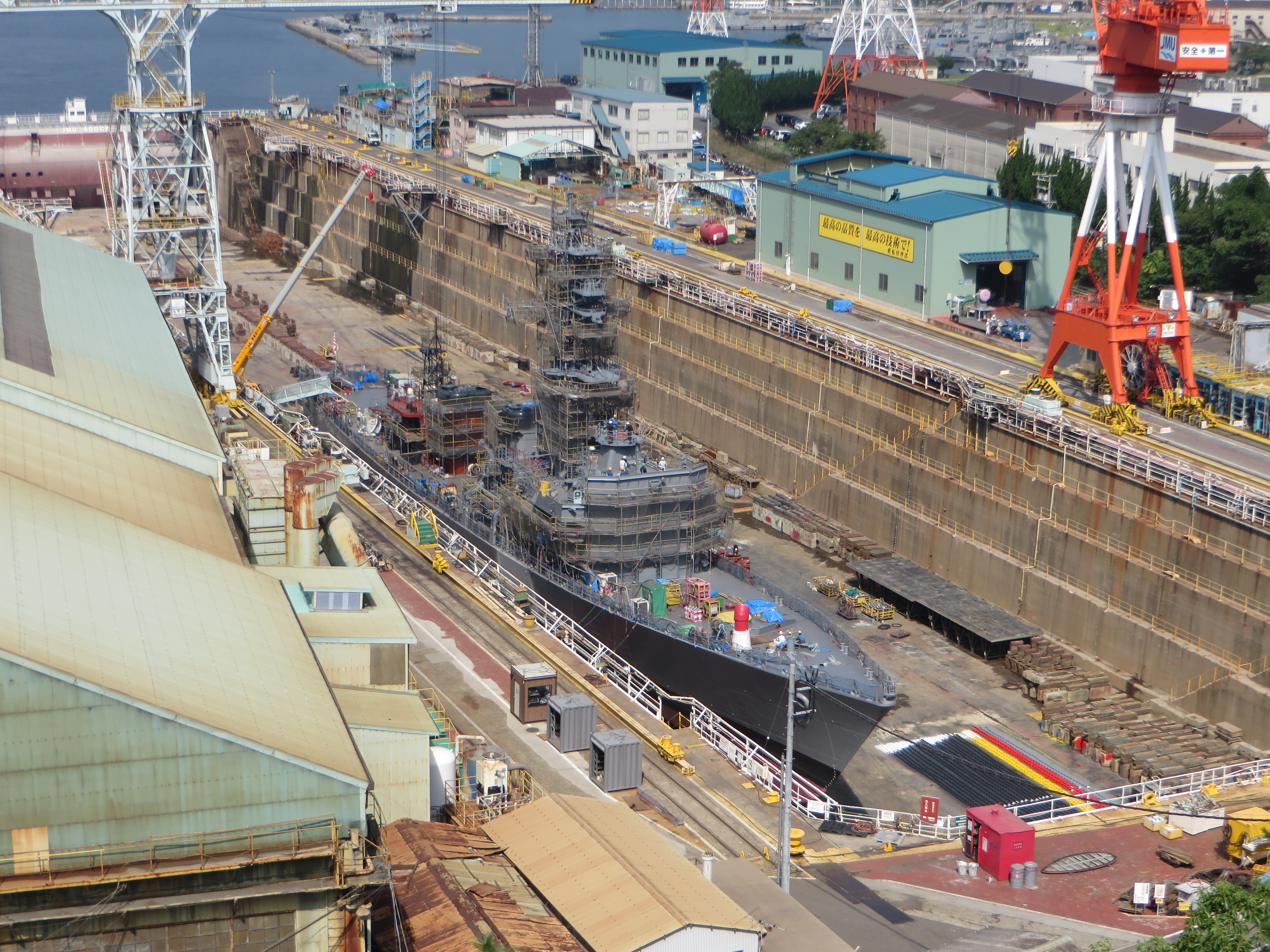
Một tàu thuộc lớp Abukuma trong quá trình bảo dưỡng, nâng cấp tại Xưởng đóng tàu Kure

Vào năm Chiêu Hoà 60, các tướng lĩnh JMSDF đã đề xuất việc thiết kế một lớp tàu hộ tống khu trục mới nhằm thay thế cho các tàu lớp Isuzu kiểu cũ đang dần được loại biên. Chương trình phát triển tàu hộ tống khu trục mới đã được Nội các Nhật Bản tiến hành phê chuẩn ngân sách tài chính vào năm Chiêu Hòa 61. Dựa trên những đề xuất của JMSDF, Mitsui Engineering & Shipbuilding và Sumitomo Heavy Industries đã tiến hành chương trình phát triển lớp tàu hộ tống khu trục mới trên cơ sở lớp Yūbari thế hệ trước với nhiều cải tiến và được định danh là lớp Abukuma. Các tàu được kế thừa hầu hết các công nghệ điện tử, hệ thống vũ khí chống tàu mặt nước (ASuW) của lớp Yūbari và tích hợp thêm khả năng chống ngầm (ASW) của lớp Chikugo.
Ban đầu JMSDF lên kế hoạch đóng 11 chiếc, nhưng do các áp lực chính trị về việc lực lượng của Nhật Bản không được phép có quá nhiều tàu hiện đại đã khiến con số giảm xuống và chỉ có 6 chiếc được hoàn thành. Chi phí đóng mới mỗi tàu là 25 tỷ yên. Chiếc đầu tiên trong lớp, JS Abukuma (DE-229), hạ thủy ngày 17 tháng 3 năm 1988 và nhập biên chế ngày 12 tháng 12 năm 1989. Chiếc cuối cùng trong lớp, JS Tone (DE-234), hạ thủy ngày 8 tháng 2 năm 1991 và nhập biên chế ngày 8 tháng 2 năm 1993. Theo học thuyết chiến tranh của Nhật Bản, Abukuma được xếp vào loại tàu hộ tống khu trục. Tuy nhiên theo học thuyết chiến tranh trên biển của nhiều quốc gia khác trên thế giới, Abukuma chỉ được coi là tàu săn ngầm hoặc tàu tuần tra do nó có độ giãn nước rất thấp. Các tàu lớp Abukuma có lượng giãn nước tiêu chuẩn 2.000 tấn, đầy tải 2.550 tấn, chiều dài 109 mét, lườn rộng 13 mét, mớm nước tối đa 3,7 mét. Tàu có số lượng biên chế thuỷ thủ đoàn đầy đủ vào khoảng 120 người, bao gồm cả sĩ quan chỉ huy và thuỷ thủ. Abukuma có nhiệm vụ chủ yếu là thực hiện các hoạt động tuần tra chống tàu ngầm hoặc triển khai tấn công các tàu mặt nước của đối phương ở khu vực ven biển.

## Thiết kế

### Thân tàu
Abukuma là lớp tàu chiến đầu tiên của JMSDF được áp dụng công nghệ tàng hình. Cấu trúc thượng tầng của tàu được làm bằng hợp kim nhôm-magnesium và có bề mặt thẳng đứng hầu như giống hệt với các lớp tàu hộ tống khu trục cũ vốn có tính năng tàng hình hạn chế. Thiết kế của tàu được thực hiện với các mặt phẳng truyền thống và 12 khoang không thấm nước, khả năng tàu vẫn hoạt động tốt nếu có 3 khoang bị trúng đạn tách rời nhau. Thân tàu được thiết kế hình chữ V, hai bên sườn và thân tàu của lớp Abukuma được chế tạo từ thép, đồng thời các tấm hợp kim vỏ tàu được thiết kế tạo góc cạnh luân phiên, tránh tạo bề mặt phẳng lớn giúp chỉ số RCS ở mức thấp khiến radar của đối phương khó phát hiện. Bên cạnh đó, phần thân tàu phía dưới nước được trang bị vây ổn định nhằm làm tăng độ ổn định cho tàu trong điều kiện di chuyển tốc độ cao.
Định kỳ hàng năm, các tàu lớp Abukuma sẽ được khử từ bằng cách quấn quanh thân tàu những sợi cáp điện. Mục đích của quá trình này là triệt tiêu từ trường bên ngoài thân tàu, giảm độ bộc lộ trước các hệ thống trinh sát tầm xa của đối phương. Bên cạnh đó, vỏ thép của tàu được khử từ cũng khó kích nổ mìn cảm ứng, giúp tàu tăng khả năng sống sót tại các vùng biển bị rải mìn. Quá trình khử từ cho một tàu thường kéo dài từ 7-10 ngày liên tục tại cảng bảo dưỡng.

### Hệ thống động lực
Abukuma được trang bị hệ thống động lực kết hợp diesel hoặc khí (CODOG), đã áp dụng trước đó kể từ JS Ishikari. Hệ thống động lực này tích hợp 2 động cơ tuốc bin khí Kawashaki Spey SM1A (sản xuất theo giấy phép của Rolls-Royce) có công suất 19,9 MW và 2 động cơ diesel Mitsubishi S12U-MTK có công suất 4,4 MW, ghép thành hai trục. Tàu còn được lắp đặt 2 máy phát điện diesel công suất 600 kW và 2 máy phát điện tuabin khí Kawasaki M1A-02 công suất 1.000 kW. Các động cơ này kết nối với nhau cung cấp tổng công suất đầu ra 32.650 mã lực, cho phép tàu có thể đạt tốc độ 
Hệ thống động lực CODOG giúp tàu đạt tốc độ tối đa 27 hải lý trên giờ, phạm vi hoạt động 5.624 hải lý ở tốc độ hành trình 18 hải lý trên giờ, đáp ứng yêu cầu trước tốc độ gia tăng của các tàu ngầm thuộc Hải quân Liên Xô vào những năm cuối Chiến tranh Lạnh. Chân vịt sử dụng cánh có độ lệch cao để giảm tiếng ồn dưới nước và có tốc độ quay thấp, dẫn đến tốc độ của tàu chỉ bằng khoảng 3/4 tốc độ của Ishikari (340 vòng/phút).

## Trang bị

### Hệ thống điện tử

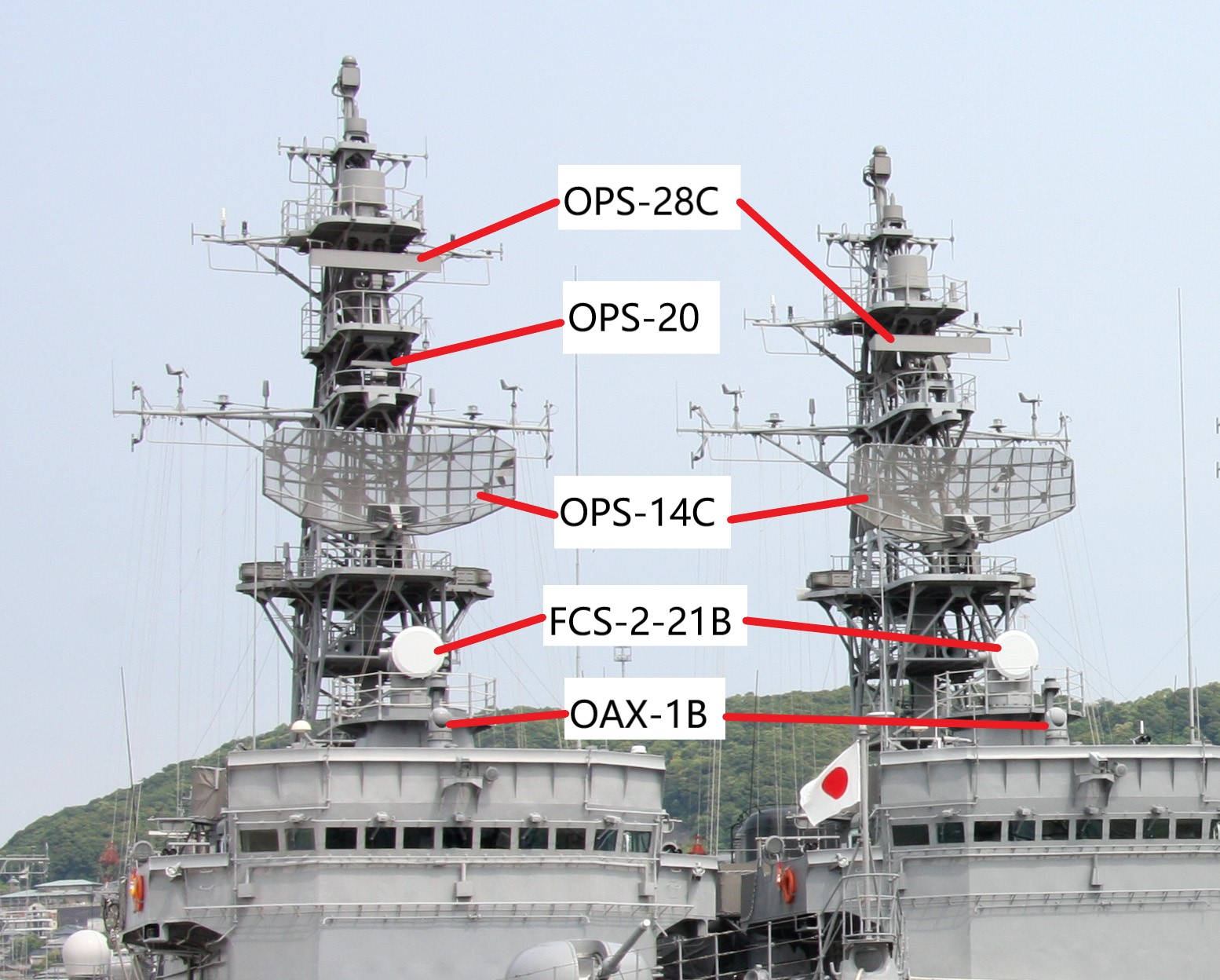
Hệ thống radar bố trí trên cột buồm tàu JS Tone và JS Sendai

Abukuma là lớp tàu hộ tống khu trục đầu tiên được trang bị radar định vị phát hiện mục tiêu trên không tầm xa và hệ thống định hướng chiến đấu. Hệ thống định hướng chiến đấu OYQ-7 cung cấp khả năng tính toán siêu tốc cho phép tàu đối phó hiệu quả với các mục tiêu, đặc biệt là các mục tiêu dưới nước. Hệ thống thông tin liên lạc cấp chiến thuật Link-14 (STANAG 5514) giúp tàu có thể dễ dàng kết nối thông tin với tất cả các tàu chiến cũng như các thiết bị quân sự khác thuộc JSDF và đồng minh.
Các bộ cảm biến của tàu bao gồm radar định vị phát hiện mục tiêu trên không tầm xa OPS-14C (chức năng tương đương với radar AN/SPS-49 của Hoa Kỳ), radar định vị nhận dạng và theo dõi mục tiêu mặt nước OPS-28-C (tương đương với radar AN/Mk-32 của Hoa Kỳ), radar chuyển hướng, dẫn đường OPS-20, thiết bị giám sát hồng ngoại OAX-1B, radar điều khiển hỏa lực FCS-2-12 do Nhật Bản tự sản xuất dùng để dẫn bắn tên lửa hành trình chống hạm RGM-84C Harpoon, radar điều khiển hỏa lực FCS-2-21A dùng để dẫn bắn cho pháo hạm 76 mm Mk-75 và radar điều khiển hỏa lực Mk-90 của General Dynamics cho hệ thống Phalanx CIWS.
Năng lực chống ngầm của Abukuma không mạnh như các lớp tàu khác của JMSDF khi chỉ được trang bị sonar kết hợp chủ/bị động phát hiện và xác định vị trí tàu ngầm OQS-8 (tương đương với sonar DE-1167 của Hoa Kỳ). OQS-8 là loại sonar hoạt động trên tần số trung bình. Anten của OQS-8 được được gắn cố định trong quả cầu hình giọt nước ở mũi tàu, anten được tách rời khỏi các khoang trên tàu bằng bộ phận cách âm, giảm tối thiểu nhiễu thủy âm khi sonar hoạt động. JMSDF từng có kế hoạch bổ sung thêm sonar kiểu mảng kéo cho tàu nhưng cho đến nay công việc vẫn chưa được triển khai.
Phương thức "bảo vệ mềm" (soft-kill) của Abukuma bao gồm các hệ thống chiến tranh điện tử tích hợp ESM NOLR-8 và OLT-3 ECM của Fujitsu và hệ thống mồi bẫy Mk-36 SRBOC. Hệ thống này được cấu thành bởi hai bộ phận chính là trinh sát điện tử và gây nhiễu điện tử. Hệ thống chiến tranh điện tử NOLQ-8 được điều khiển bởi một máy tính tốc độ cao có khả năng xử lý, quản lý hàng nghìn phép tính/giây và được vận hành bằng phương thức tự động hoặc bán tự động. Trong đó, bộ phận trinh sát điện tử sử dụng băng tần hỗ hợp nên có khả năng mở rộng dải trinh sát với độ chính xác lên tới 1 độ và phạm vi bao phủ 360 độ. Còn bộ phận gây nhiễu điện tử được cấu thành bởi 4 anten, mỗi anten có khả năng tác nghiệp một góc 90 độ với tổng cộng 140 dải tần số khác nhau. Hệ thống này có thể cùng một lúc gây nhiễu đối với 80 bộ radar với thời gian phản ứng trước các tình huống cực ngắn.
Bệ phóng mồi nhử Mark 36 SRBOC thường kết hợp với hệ thống chiến tranh điện tử NOLQ-8. Mark 36 SRBOC được bắt đầu đưa vào trang bị từ năm 1976, với bán kính tác chiến gây nhiễn là 4 km; công suất gây nhiễu từ 7-8 kW; công suất gây nhiễu hồng ngoại từ 3-5 kW; độ cao tác chiến là 150 m, độ trễ là 3,5-0,5 giây; thời gian hình thành khu vực gây nhiễu là 8,5 giây; thời gian hình thành tường hồng ngoại gây nhiễu là 6 giây. Cơ chế hoạt động của Mark 36 SRBOC là phóng ra các quả rocket chứa nhiều lá nhôm để tạo các mục tiêu giả qua đó đánh lừa hệ thống đầu dò mục tiêu trên tên lửa của đối phương, từ đó khiến tên lửa đối phương bắn nhầm mục tiêu.

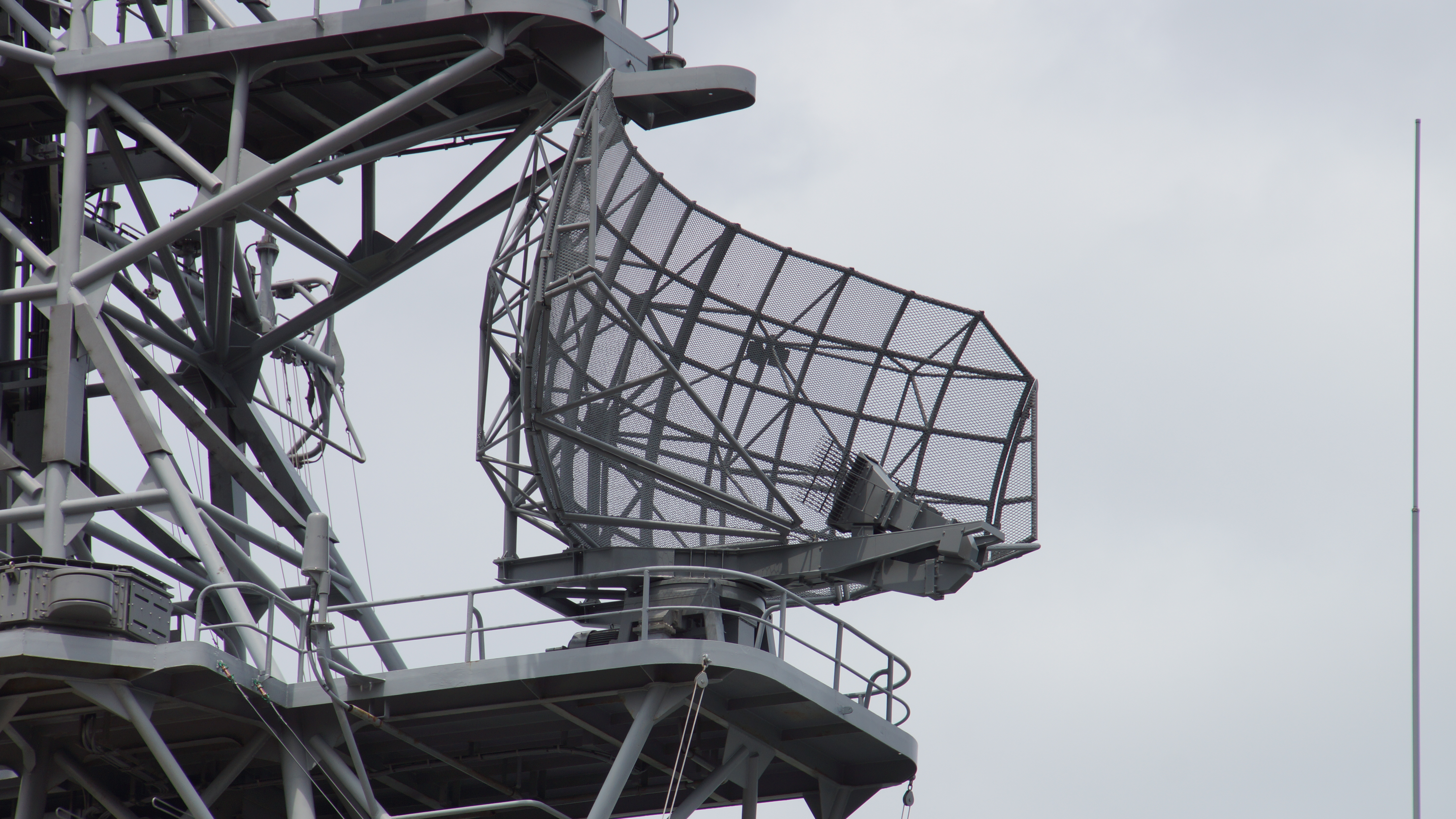
Radar định vị phát hiện mục tiêu trên không tầm xa OPS-14C
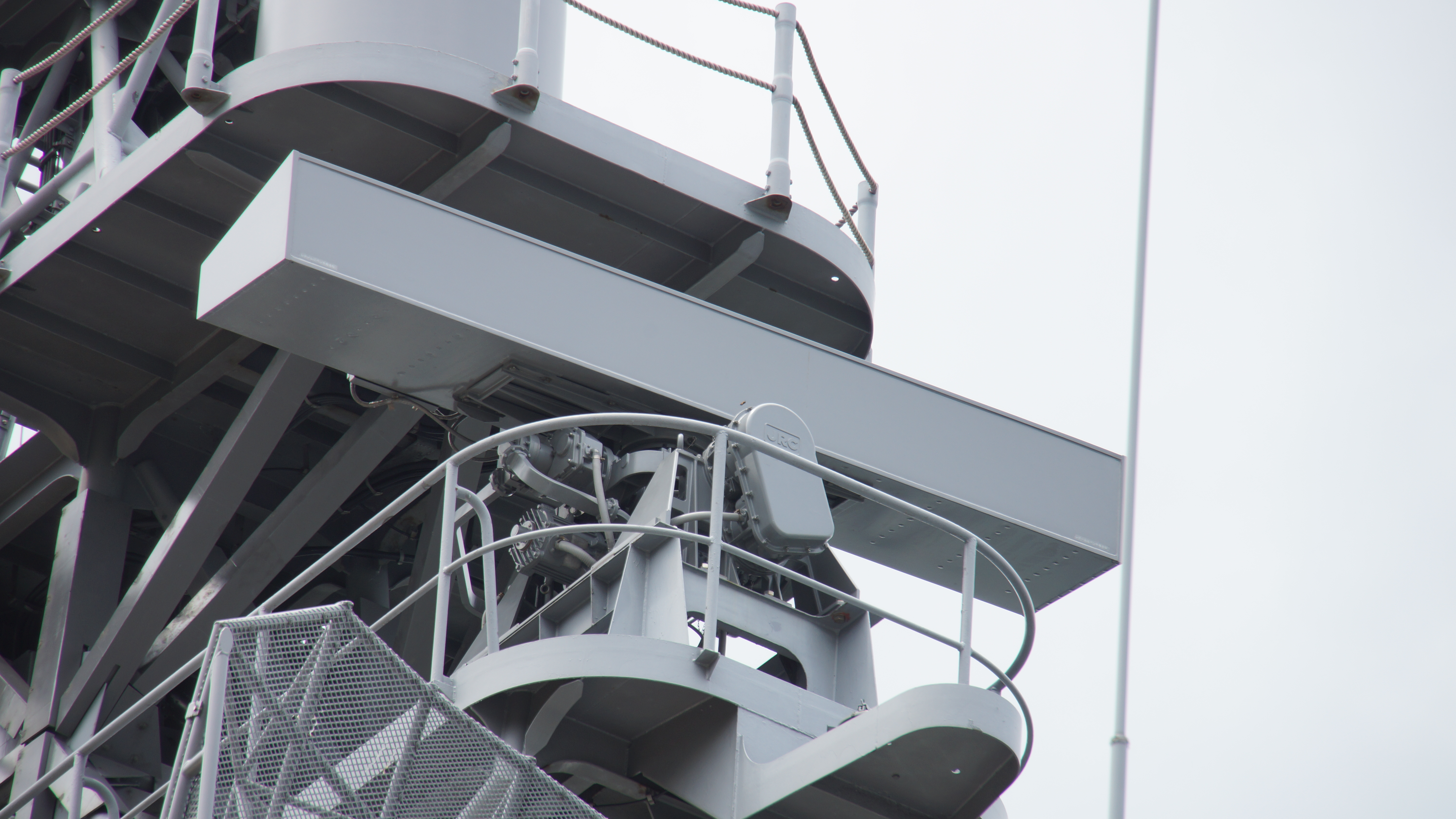
Radar định vị nhận dạng và theo dõi mục tiêu mặt nước OPS-28C
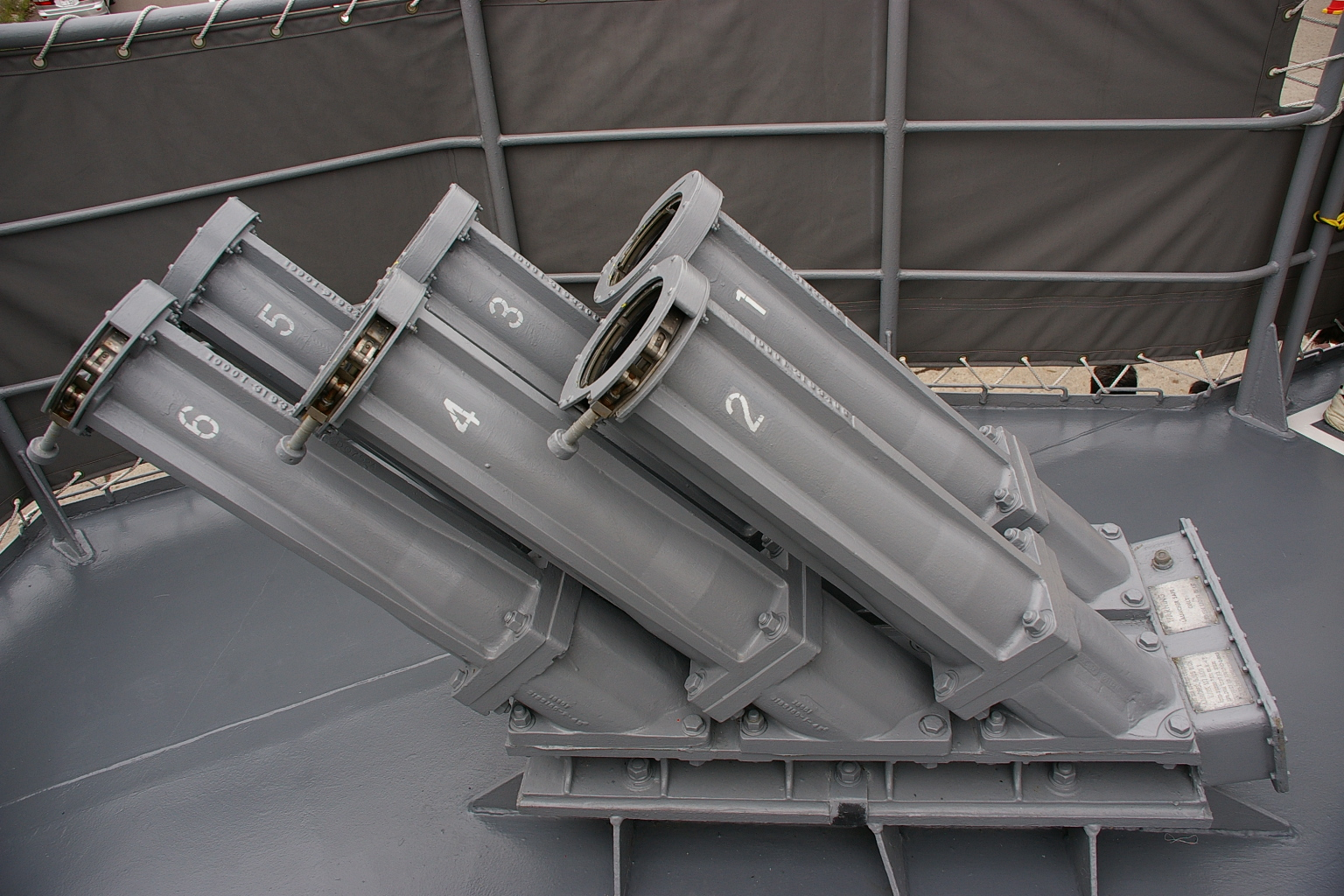
Bệ phóng mồi nhử Mark 36 SRBOC
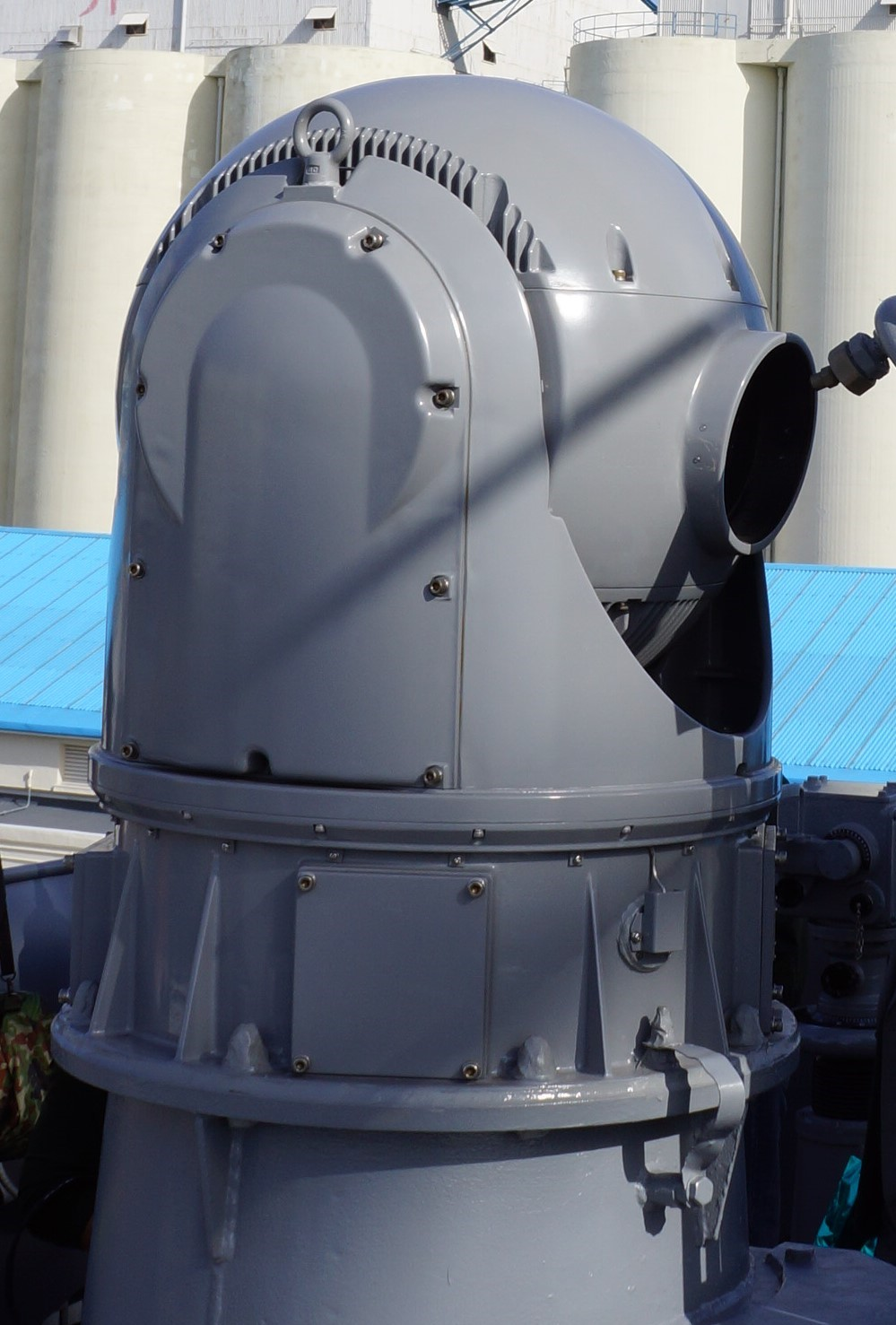
Camera của thiết bị nhìn đêm OAX-1B

### Hệ thống vũ khí

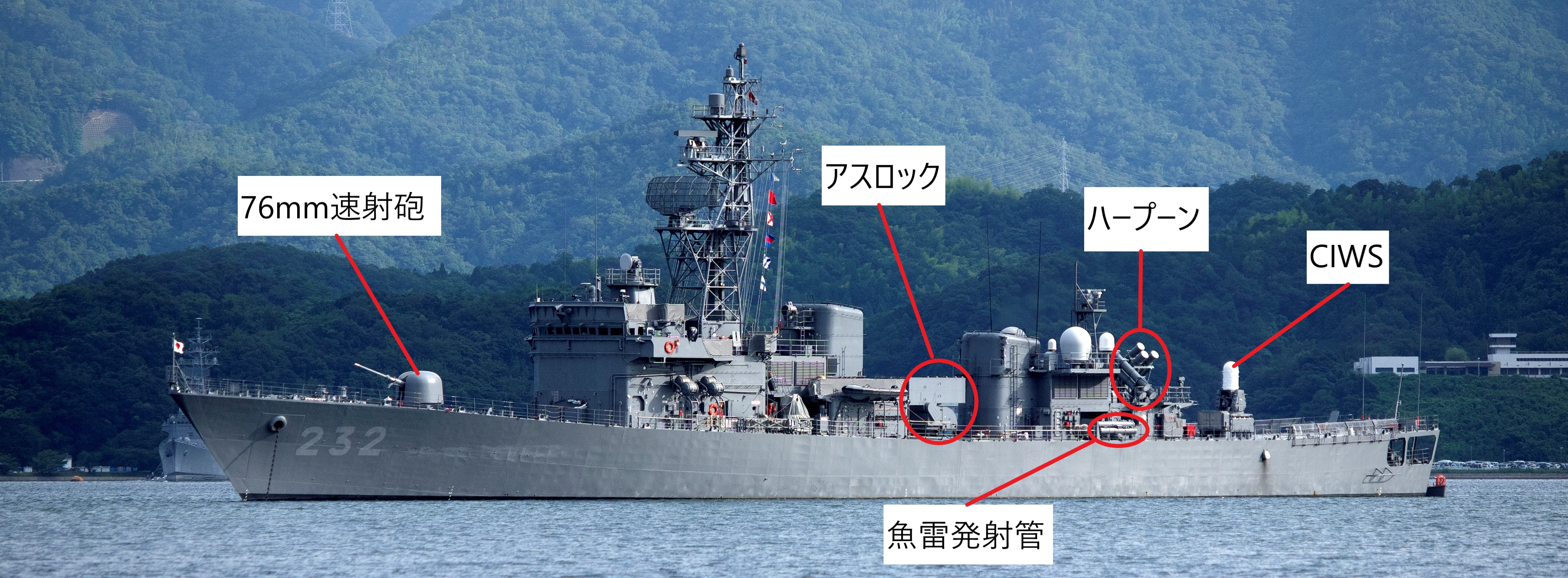
Sơ đồ bố trí vũ khí trên tàu JS Sendai

Hệ thống vũ khí của Abukuma nhìn chung tương tự như các tàu lớp Hatsuyuki (52DD), ngoại trừ việc nó không có tên lửa phòng không và trực thăng chống ngầm trên tàu.
Để thực hiện nhiệm vụ chống hạm, lớp Abukuma được trang bị tên lửa chống hạm RGM-84 Harpoon do Tập đoàn Boeing chế tạo. Tên lửa được đặt trong 2 bệ phóng, mỗi bệ 4 ống phóng kiêm bảo quản. Do được thiết kế nghiêng 45 độ và đặt đối xứng nhau, hệ thống phóng rất cồng kềnh, tốn nhiều diện tích trên tàu. Khi phóng tên lửa, tàu phải xoay ngang làm tăng độ bộc lộ trước đối phương và mỗi lần chỉ phóng được 50% cơ số tên lửa Harpoon mang theo.
Tàu còn được lắp đặt hệ thống Type 74 với 8 ống phóng (phiên bản Mk 16 GMLS của Hoa Kỳ được Nhật Bản sản xuất theo giấy phép) ở giữa thân tàu, trong đó các cụm ống phóng có thể nâng hạ gần thẳng đứng để phóng rocket chống ngầm RUR-5 ASROC. Hai bệ phóng ngư lôi với ba ống phóng 324 mm HOS-301 (D) trên tàu có thể phóng ngư lôi Mk 73 hoặc Mk 46 Mod.5. Hệ thống phóng được thiết kế có khả năng xoay, điều hướng và bắn từ xa (riêng việc bắn có thể thực hiện tại chỗ bằng tay) nhắm tới mục tiêu cần diệt. Các ống phóng được làm từ vật liệu sợi thủy tinh hoặc kim loại, bên trong ống được bọc một lớp sợi thủy tinh để có thể bảo quản ngư lôi trong điều kiện thời tiết khắc nghiệt của Nhật Bản.
Pháo hạm được trang bị cho tàu là pháo hạm tự động Mk-75 cỡ nòng 76 mm/62 do Công ty Japan Steel Works sản xuất theo giấy phép của công ty OTO Melara, Ý. Pháo có thể bắn 85 viên/phút với tầm bắn 2 km. Mk-75 có tốc độ bắn nhanh nên chủ yếu được dùng để thực hiện nhiệm vụ tác chiến mặt nước và đối không. Hỗ trợ phòng không tầm thấp và đánh chặn tên lửa hành trình là hệ thống pháo phòng không tầm gần 20 mm Phalanx CIWS. Bên cạnh hệ thống Phalanx, hệ thống tên lửa phòng không tầm ngắn RIM-116 Rolling Airframe cũng đã được lên kế hoạch trang bị nhưng chưa triển khai.
Ngoài ra, các bệ súng máy có khả năng trang bị súng máy hạng nặng Browning M2 12,7 mm cũng được trang bị ở hai bên thân cầu.

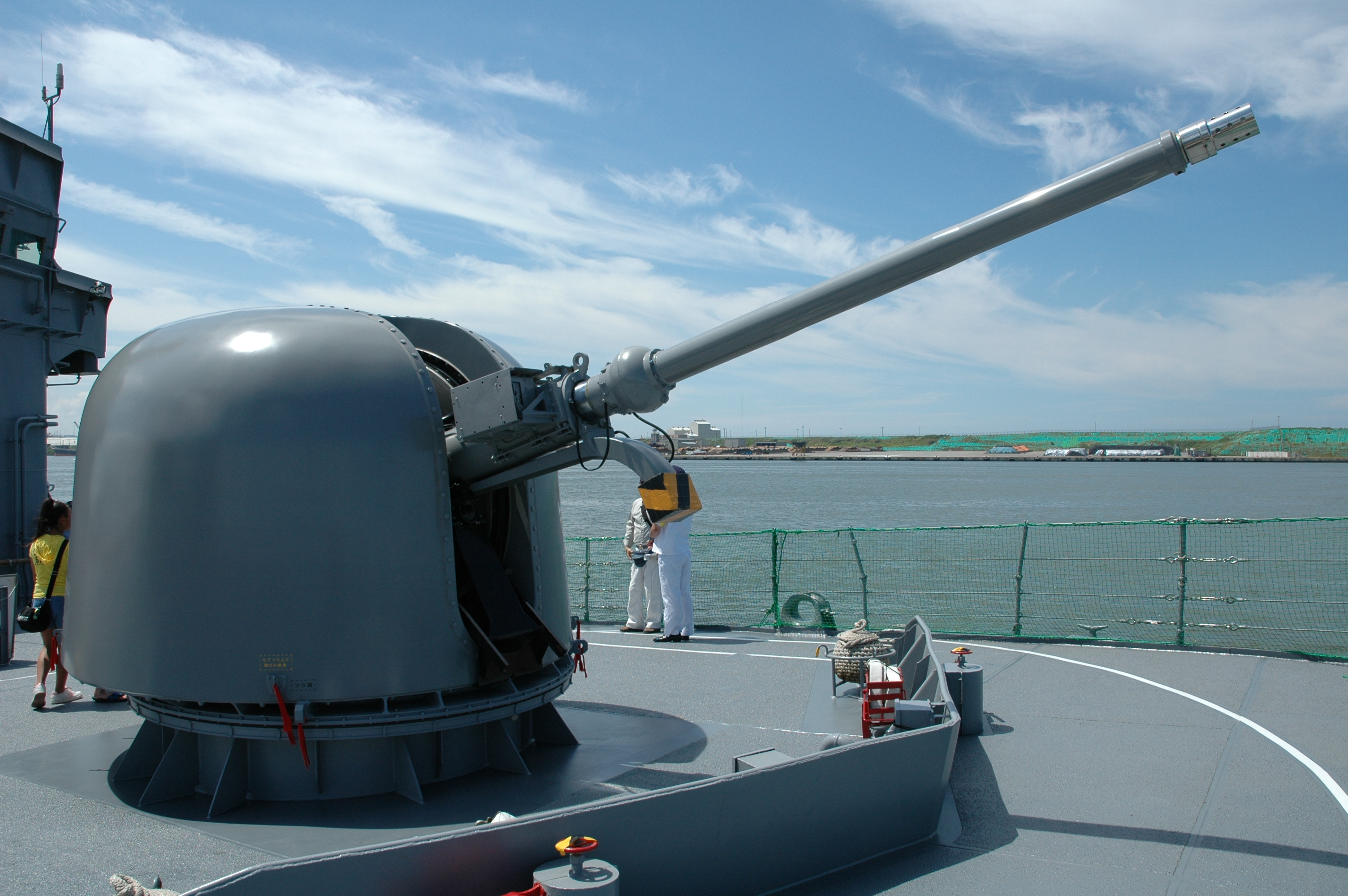
Hải pháo 76 mm/62 OTO Melara
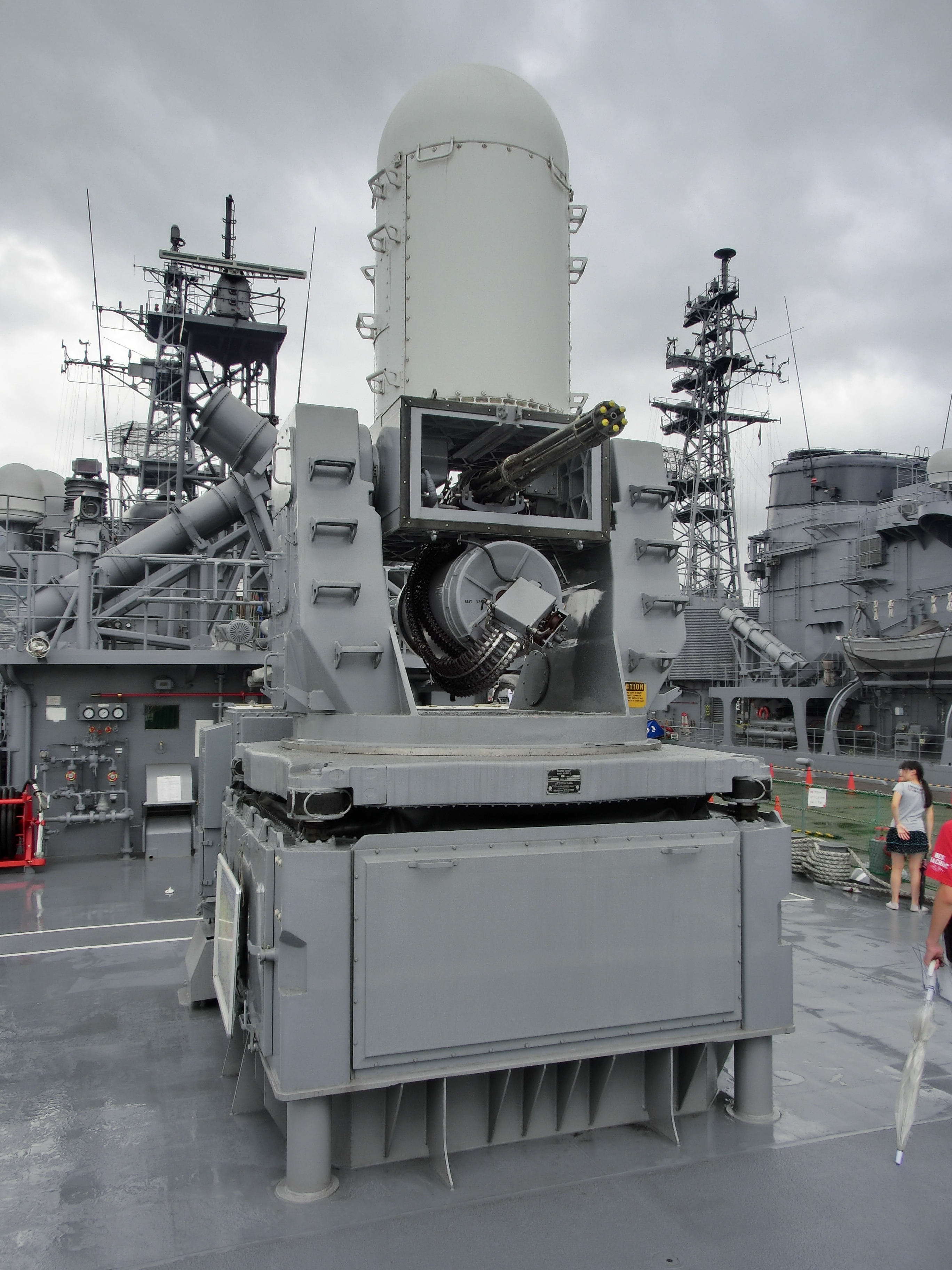
Hệ thống vũ khí đánh gần 20 mm Phalanx CIWS
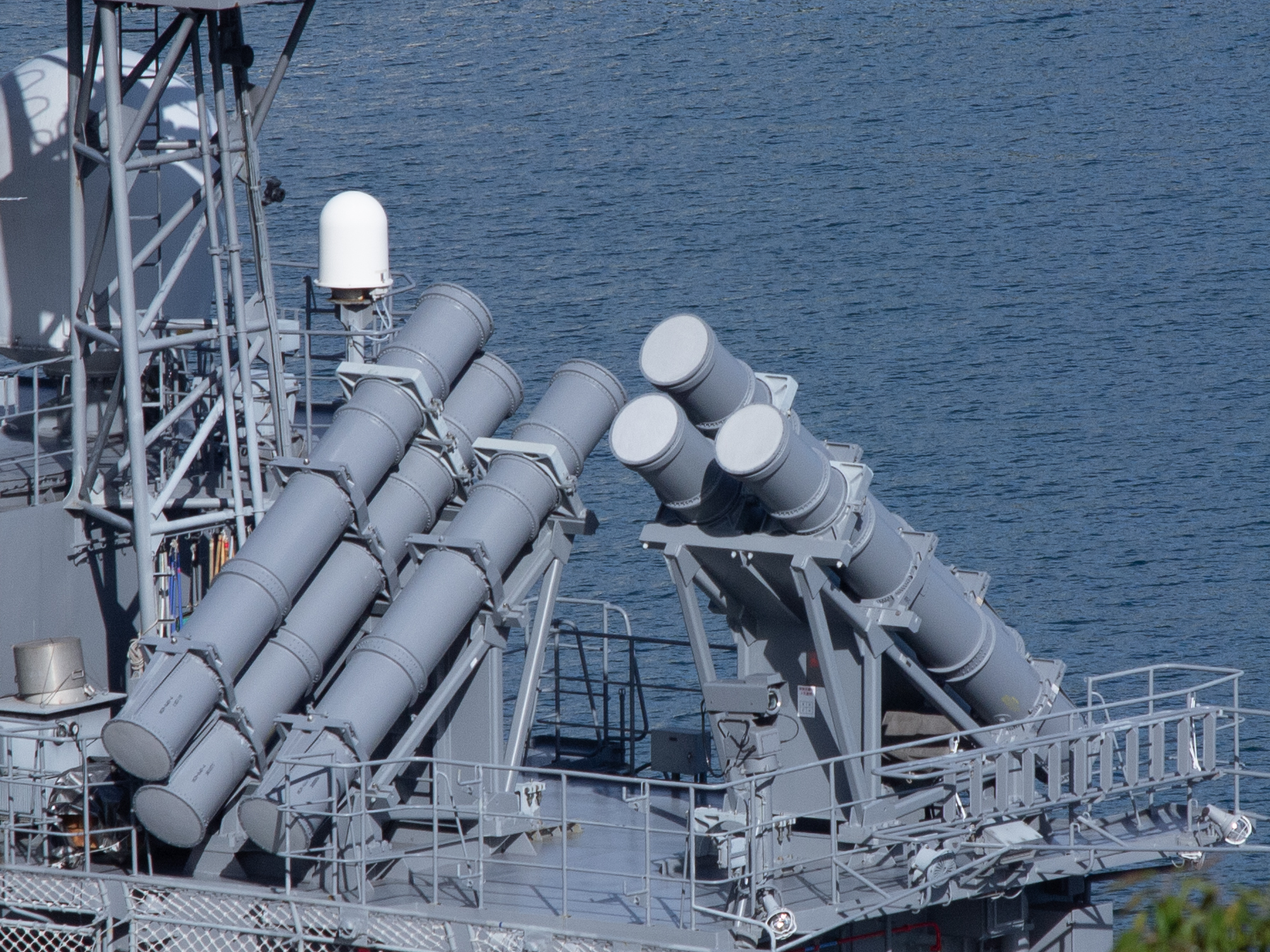
Hệ thống ống phóng kiêm bảo quản tên lửa chống hạm RGM-84 Harpoon
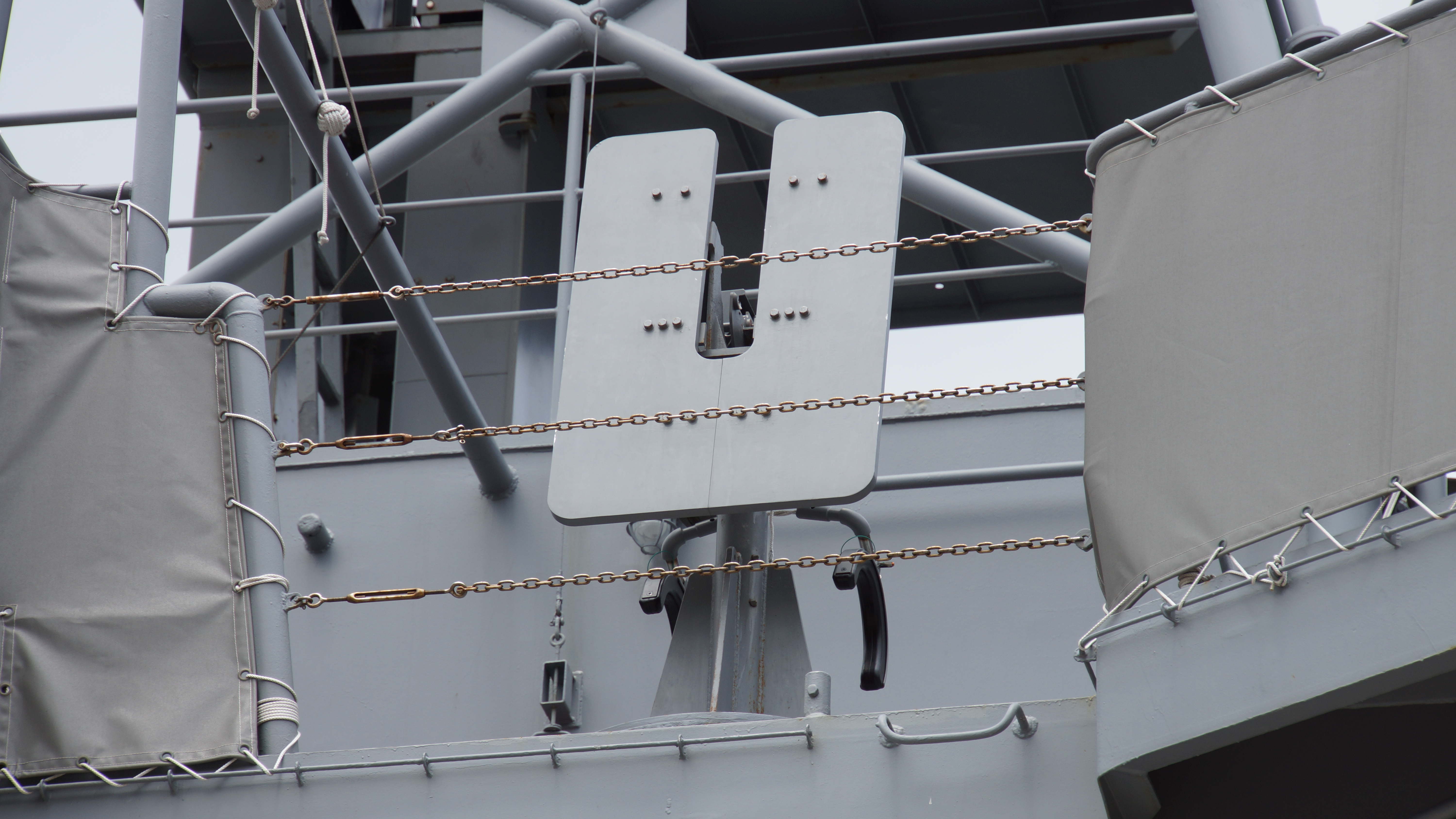
Bệ súng máy 12,7 mm Browning M2
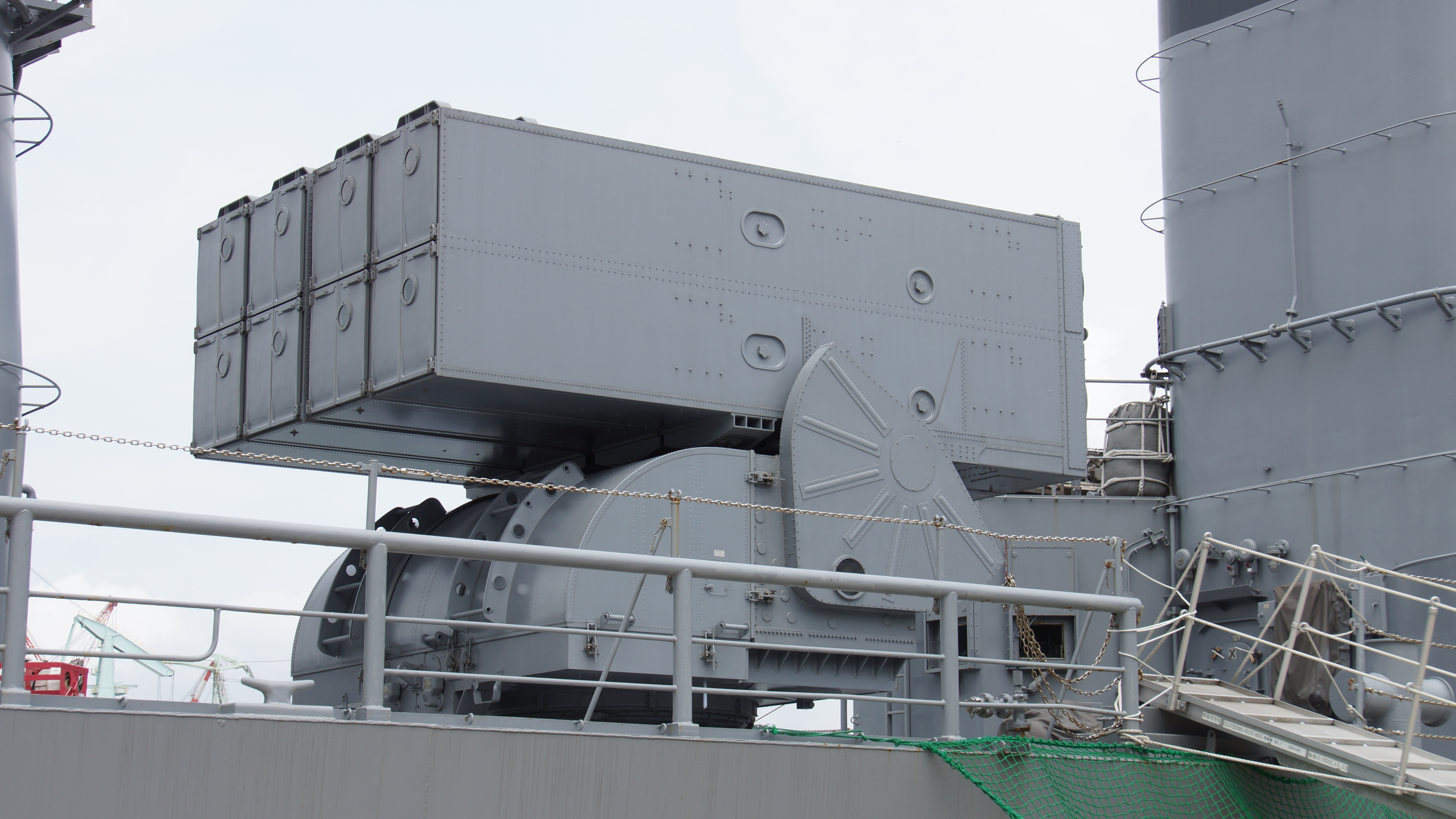
Hệ thống phóng chống ngầm ASROC Type 74
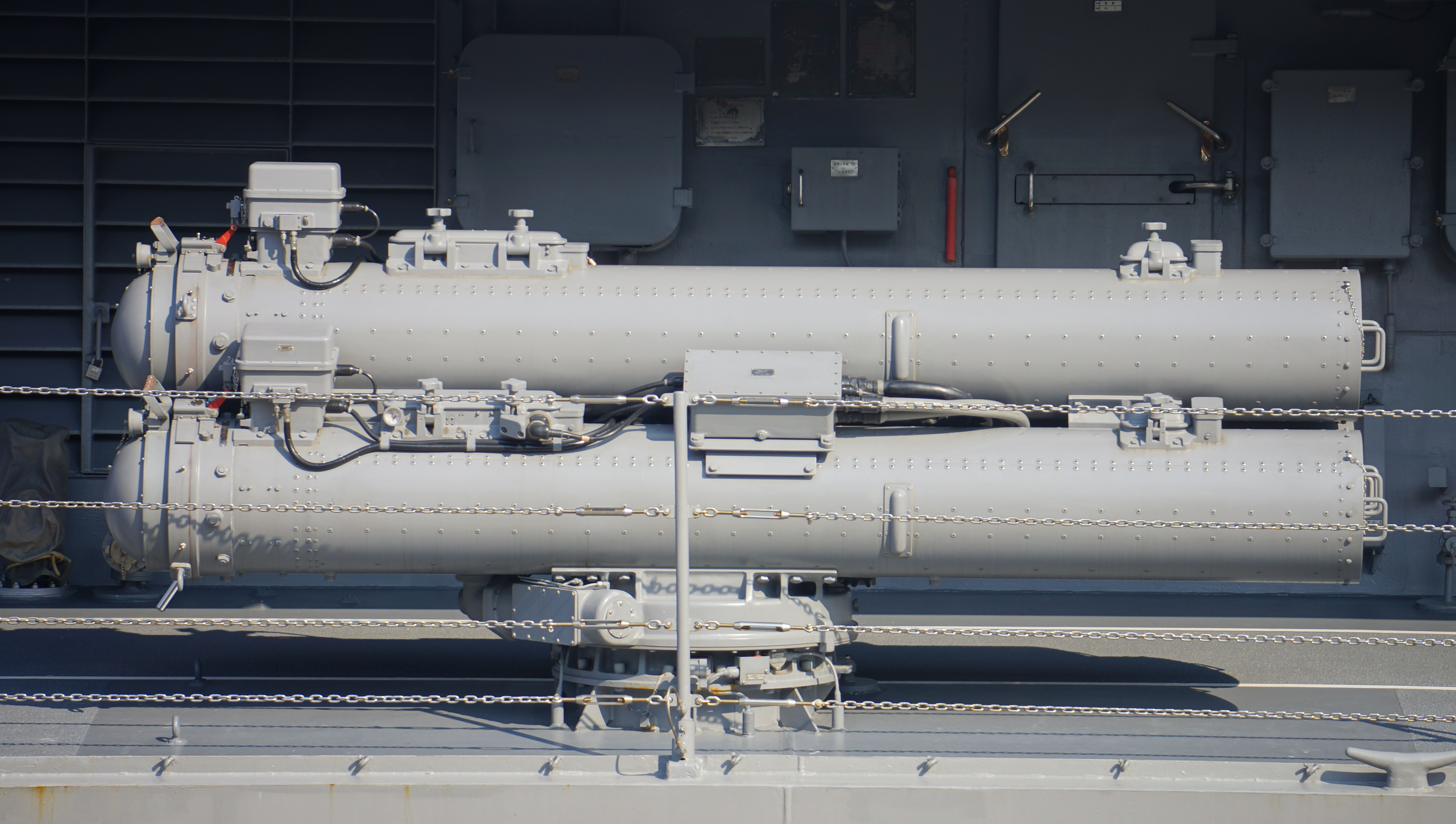
Bệ phóng ngư lôi ba ống phóng 324 mm HOS-301 (D)

## Những chiếc trong lớp
| Hình ảnh | Tàu     | Số hiệu | Đặt lườn            | Hạ thủy              | Hoạt động            | Cảng nhà |
| -------- | ------- | ------- | ------------------- | -------------------- | -------------------- | -------- |
|          | Abukuma | DE-229  | 17 tháng 3 năm 1988 | 21 tháng 12 năm 1988 | 12 tháng 12 năm 1989 | Kure     |
|          | Jintsū  | DE-230  | 14 tháng 4 năm 1988 | 31 tháng 1 năm 1989  | 28 tháng 2 năm 1990  | Sasebo   |
|          | Ōyodo   | DE-231  | 8 tháng 3 năm 1989  | 19 tháng 12 năm 1989 | 23 tháng 1 năm 1991  | Ōminato  |
|          | Sendai  | DE-232  | 14 tháng 4 năm 1989 | 26 tháng 1 năm 1990  | 15 tháng 3 năm 1991  | Maizuru  |
|          | Chikuma | DE-233  | 14 tháng 2 năm 1991 | 25 tháng 1 năm 1992  | 24 tháng 2 năm 1993  | Ōminato  |
|          | Tone    | DE-234  | 8 tháng 2 năm 1991  | 6 tháng 12 năm 1991  | 8 tháng 2 năm 1993   | Kure     |